# Bronisław Berman
Bronisław Berman (ps. „Jankowski”, „Wiktor Stasiak”, „Bronek Muranowski”, „Manswet”, „Robert”, „Stasiek”, „Wiktor”, ur. 14 marca 1903 w Warszawie, zm. 1937 w ZSRR) – działacz komunistyczny, sekretarz Komitetu Centralnego Związku Młodzieży Komunistycznej (KC ZMK) i Sekretariatu Krajowego Komitetu Centralnego Komunistycznej Partii Zachodniej Ukrainy (KC KPZU).

## Życiorys
Urodzony w rodzinie żydowskiej, syn Eliasza vel Michała, brat Arona Bermana vel Wiktora Borowskiego. Skończył 7 klas gimnazjum. Od 1919 działacz KPRP/KPP na Muranowie i organizacji młodzieży komunistycznej „Młoda Komuna”. Współorganizator (1920) i czołowy działacz Komunistycznego Związku Młodzieży Robotniczej. Działał w Klubie Młodzieży Robotniczej na Powiślu, uczestniczył w demonstracjach i strajkach organizowanych przez KPRP. W 1920 był sekretarzem Związku Zawodowego Elektromonterów. Członek Centralnego Wydziału Młodzieży przy KC KPRP, współorganizował zjazd kół młodzieży komunistycznej, na których utworzono Związek Młodzieży Komunistycznej, na którego I Zjeździe 17 marca 1922 w Warszawie został wybrany do KC ZMK. Współautor deklaracji programowej przyjętej na tym Zjeździe. W 1922 został sekretarzem KC, jednak w tym samym roku został aresztowany i do 1926 był więziony, po czym ponownie był sekretarzem KC ZMK. Od września 1928 przedstawiciel KC ZMK w KW KMM. Od czerwca 1929 kierował Centralną Redakcją KPP i był przedstawicielem Sekretariatu KC KPP w KC ZMK. W 1930 był sekretarzem Obwodu Węglowego KPP. Od marca 1932 członek Sekretariatu Krajowego KC KPZU. Brał udział w IV Zjeździe KPP (latem 1927 pod Moskwą), VI Kongresie Kominternu (latem 1928 w Moskwie) i równocześnie w V Kongresie Komunistycznej Międzynarodówki Młodzieży (KMM; został wówczas wybrany do jej Komitetu Wykonawczego), VI Plenum KC KPP (w czerwcu 1929 w Berlinie), VI Plenum KC KPZU, VI Zjeździe KPP (jesienią 1932 koło Mohylewa), II Plenum KC KPP (24 listopada 1933), XIII Plenum KW MK (w listopadzie-grudniu 1933) i IV Zjeździe KPZU (jesienią 1934 koło Kijowa), II Zjeździe KPZB i VII Kongresie MK (latem 1935 w Moskwie). W 1936 został aresztowany w Kijowie, a następnie stracony w ramach wielkiej czystki. W 1956 został pośmiertnie zrehabilitowany.
Stryj Marka Borowskiego.